# Opuk
Opuk (ros. Опук) – najwyższa góra (185 m n.p.m.) południowej części Półwyspu Kerczeńskiego oraz główna część rezerwatu opuckiego. Pod tą samą nazwą występuje przylądek leżący u podnóża szczytu na brzegu Morza Czarnego.

## Geologia
Góra zbudowana jest ze skał osadowych miocenu. W bezpośrednim podłożu, odsłaniającym się nad brzegiem Morza Czarnego u podnóża góry, znajdują się iły sarmatu, na których leży gruby kompleks wapieni mszywiołowych, budujący partie szczytowe. 
Pierwotnie Opuk był górą stołową, jednak wskutek powstania uskoku, południowa część góry, wraz z częścią płaskiego wierzchołka, obniżyła się o około 30 metrów. W tej części masywu, równolegle do głównego uskoku, przebiegają liczne otwarte szczeliny o głębokości do kilkudziesięciu metrów i długości paruset metrów, związane z pękaniem tej części góry wskutek ciągłego osuwania się w kierunku morza wapieni mszywiołowych po plastycznych iłach sarmatu. W iłach znajduje się konkrecje gipsu. 
W szczytowych partiach Opuka do lat 50. XX wieku działała kopalnia wapieni, kamień wydobywano systemem podziemnych sztolni i komór. Obecnie te rozległe podziemne wyrobiska są łatwo dostępne i zamieszkuje je wielka kolonia nietoperzy.

## Historia
Na przełomie II/I tysiąclecia przed n.e. w górnych partiach szczytu znajdowało się miasto Kimmeryk, zamieszkane przez Kimerów i będące przez pewien czas stolicą Królestwa Kimeryjskiego. Zachowały się ruiny tej osady, podobnie jak około 30 innych osad z różnych epok archeologicznych (m.in. cysterny i studnie kimeryjskie u brzegu morza). 
W średniowieczu w pobliżu góry Opuk, z jeziora Kojaszkoje, wydobywano sól kamienną. 

## Rezerwat opucki
Utworzony w 1998 na miejscu znajdującego się wcześniej w tym  miejscu poligonu wojskowego (w dalszym ciągu na terenie rezerwatu działa niewielka placówka wojskowa należąca do Rosji). Ma powierzchnię 1592 ha, w tym 62 ha Morza Czarnego. Oprócz wód przybrzeżnych i góry Opuk obejmuje także jezioro słone Kojaszkoje oraz zbudowaną z detrytusu muszlowego Mierzeję Kojaszką, obie struktury powstałe w czwartorzędzie.  
W obrębie rezerwatu dominuje roślinność stepowa, a w pobliżu jeziora także słonolubna. Występuje 416 gatunków roślin naczyniowych. W wodach jeziora żyją nieliczne sinice, a w morskiej części rezerwatu oprócz 90 gatunków ryb występują liczne delfiny oraz sporadyczne foki. Rezerwat dostępny jest do zwiedzania wyłącznie po uzyskaniu pisemnej zgody władz rezerwatu.

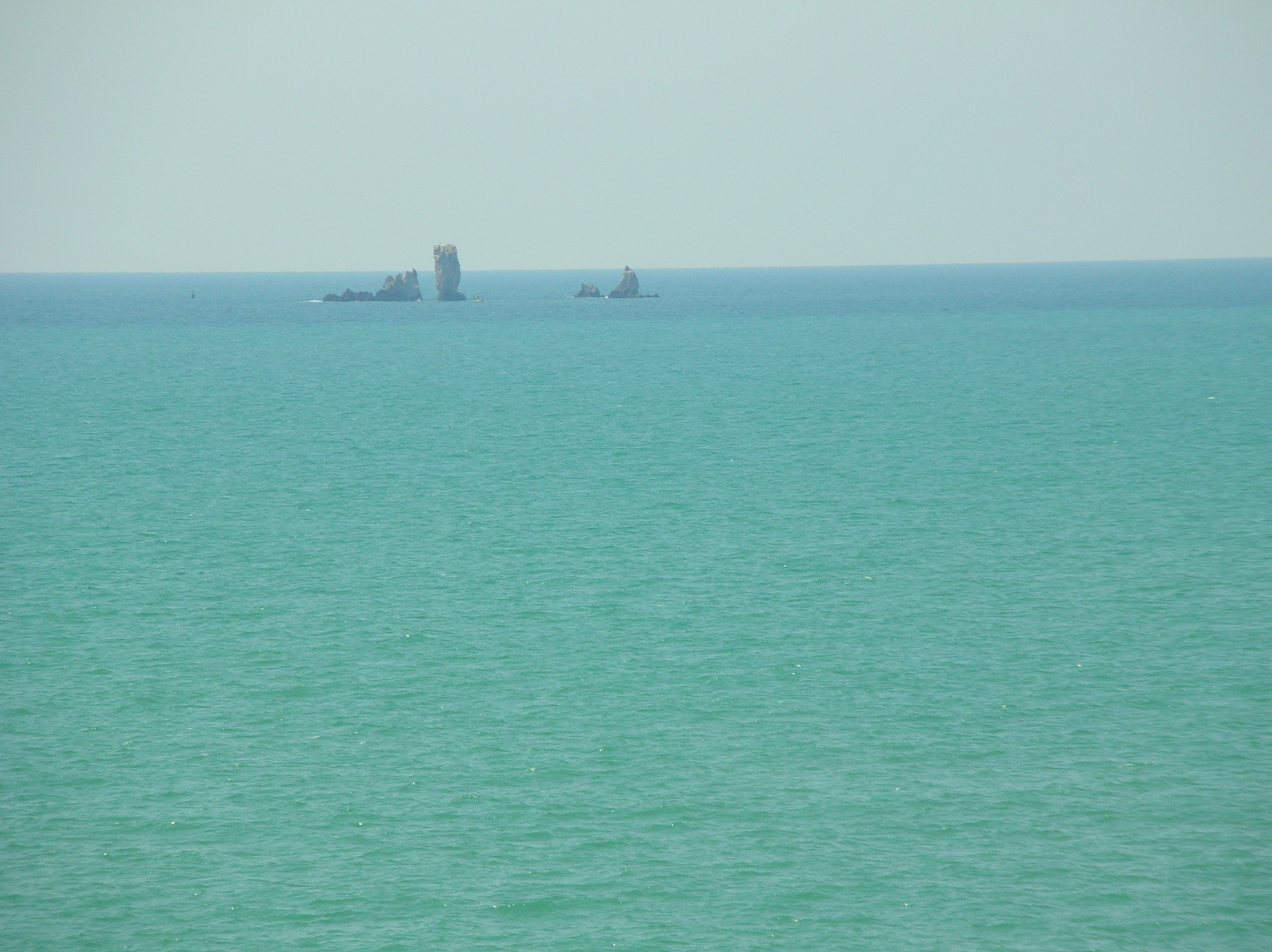
Skały-Okręty w morskiej części rezerwatu Opuk

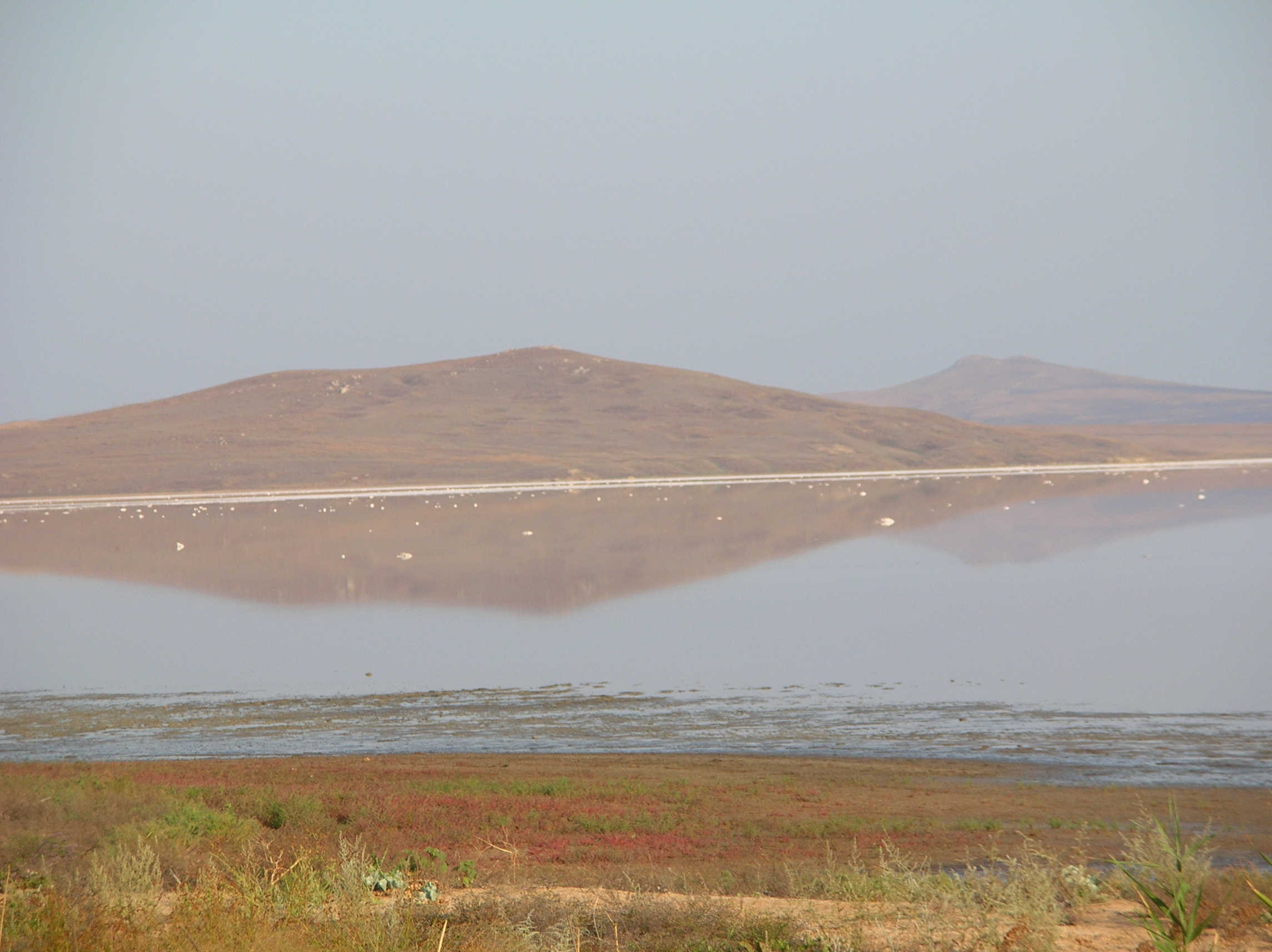
Jezioro Kojaszkoje